# Haus Menz

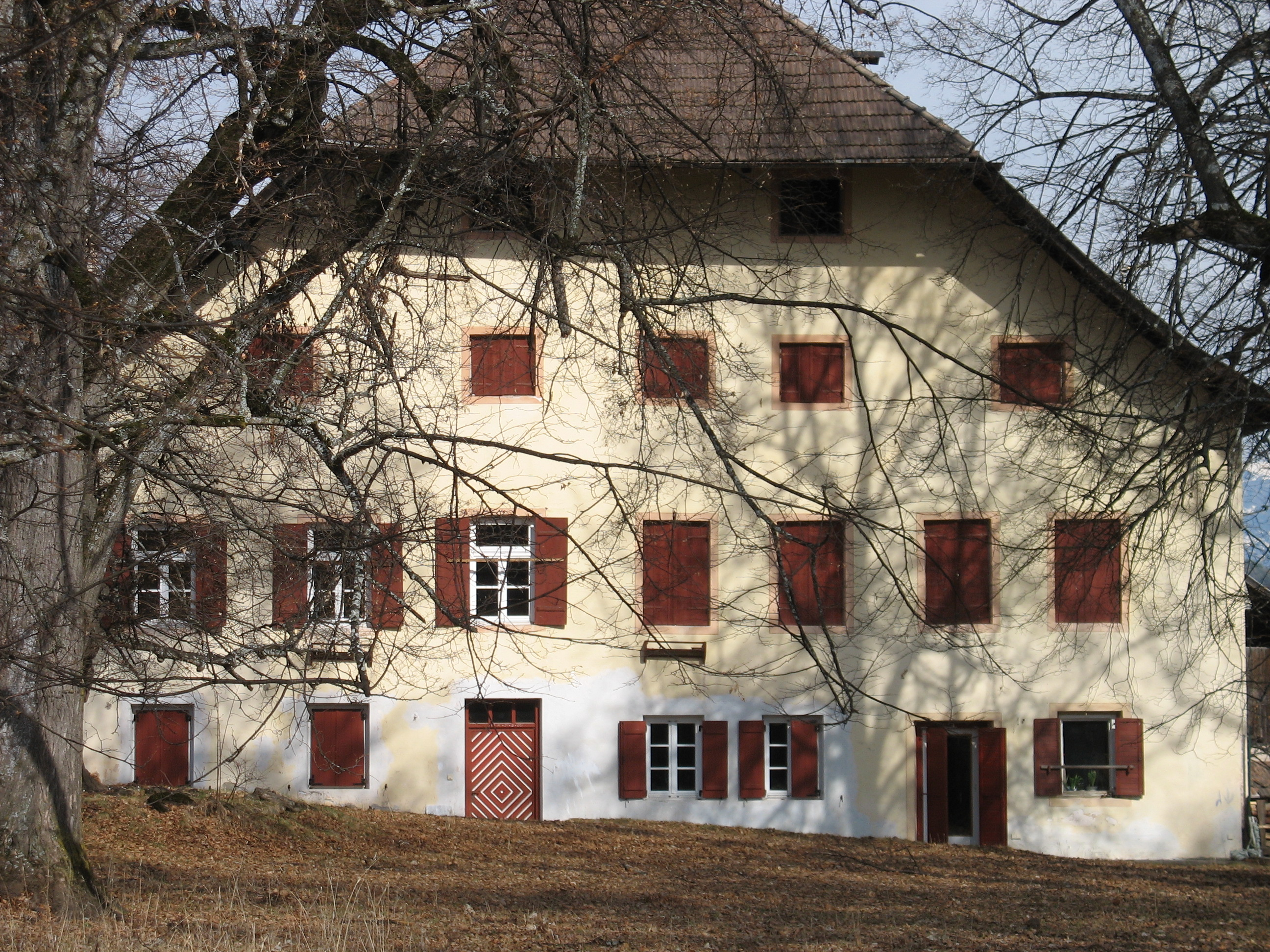
Westseite des Haupthauses, gesehen von der Lindenallee

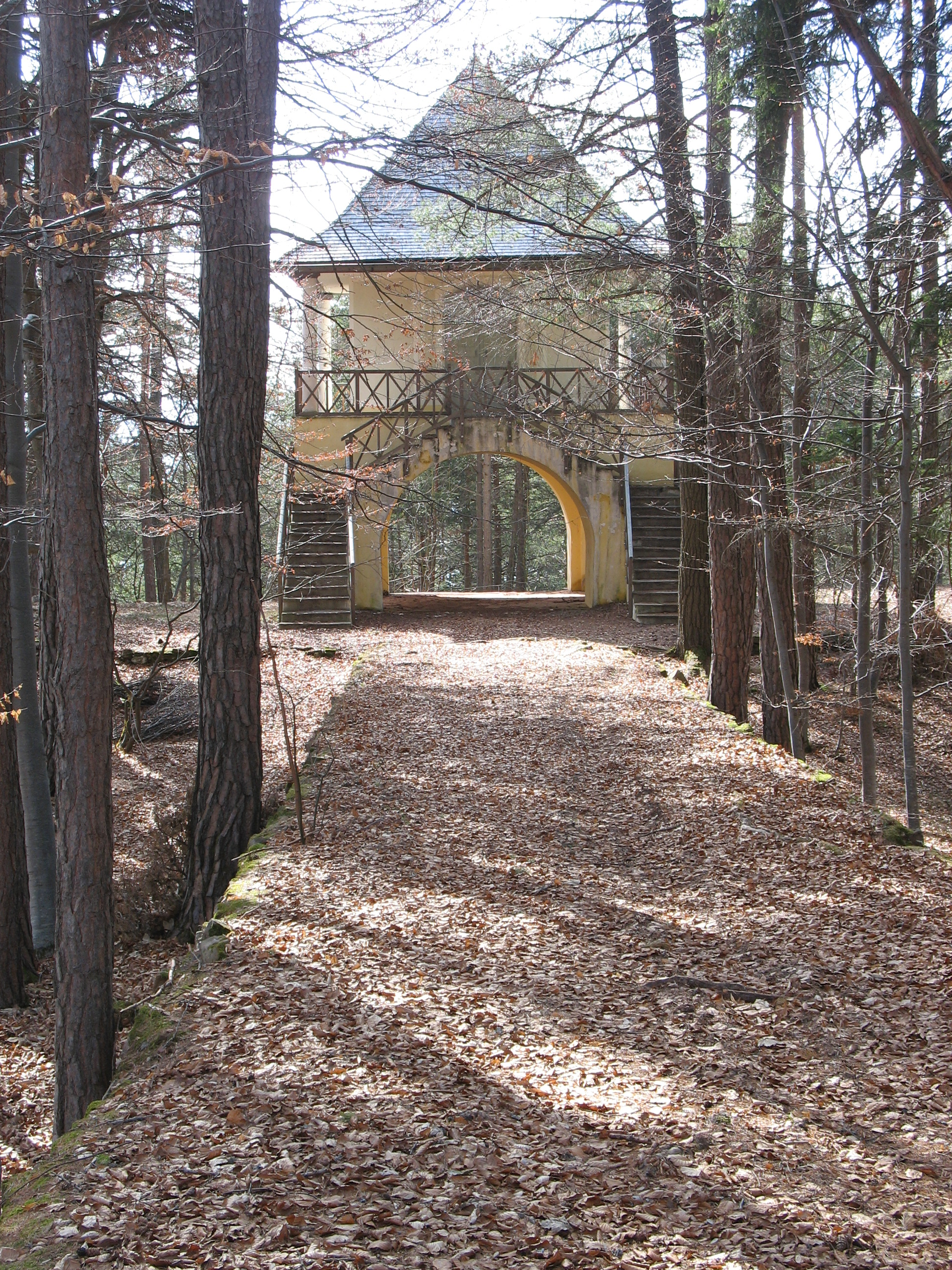
Die Gloriette im Westen

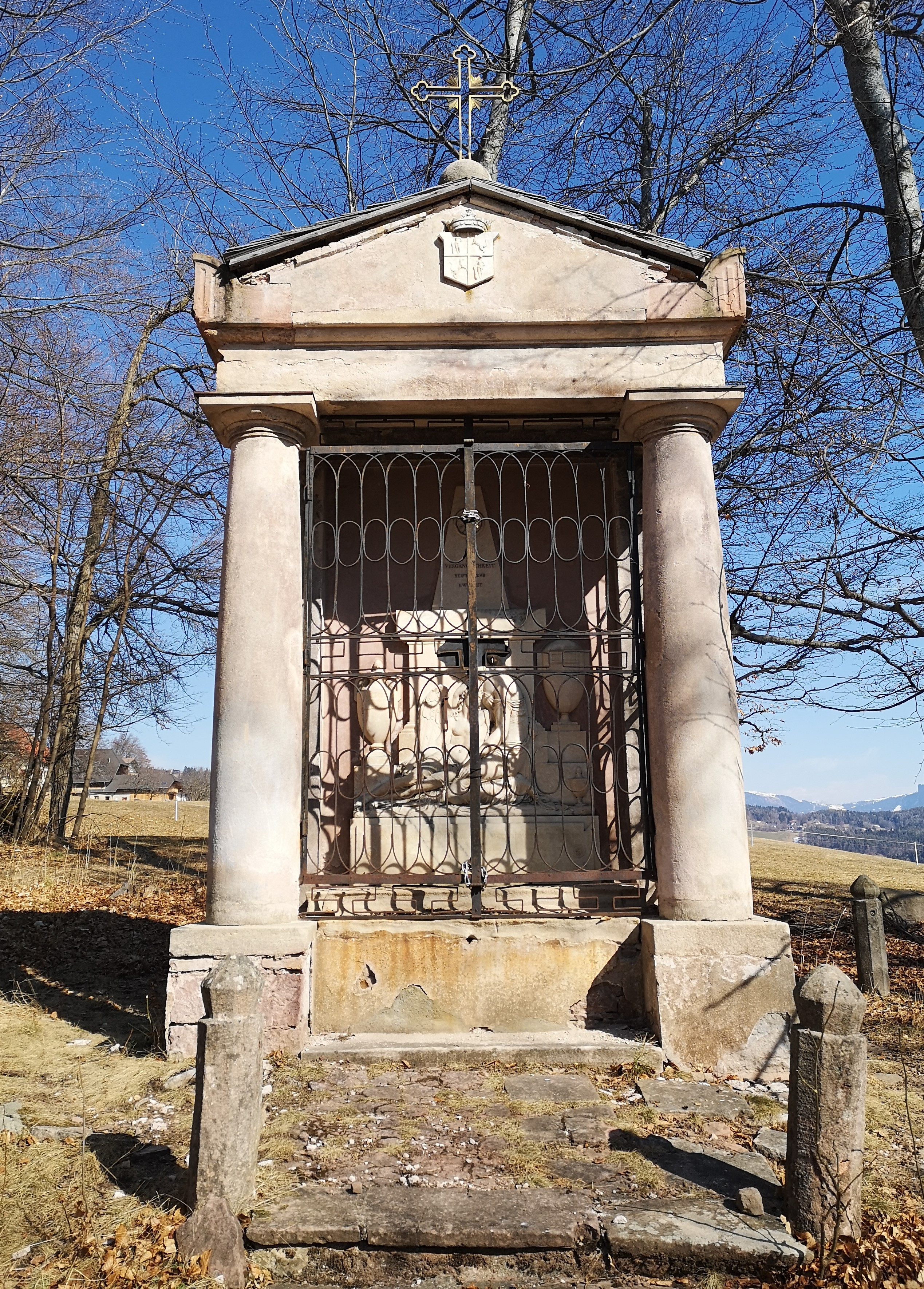
Die Grab-Ädikula

Das Haus Menz (ursprünglich Ortnerhof) ist mit der Gloriette ein geschütztes Baudenkmal in Maria Himmelfahrt, einem zu Oberbozen gerechneten Weiler der Gemeinde Ritten in Südtirol.

## Geschichte
Den Vorgängerbau, der alte Gutshof Ortner, bewirtschaftete 1592 Andreas Waidach, der in diesem Jahr als „Ortner“ bezeichnet wurde, sowie 1630 Martin Forstner. 1702 brannte der Ortnerhof ab. 1739 erscheint in den Akten Leonhard Tschafaun als „Ortner“. Letzter veräußerte das Gut 1757 für 6900 Gulden an die Familie Menz aus Bozen, wobei Leonhard Tschafaun den Hof weiter pachtete. 1788 hatte Dominikus von Menz den Hof Christian Wiedenhofer in Bestand gegeben. Später nutzte die reiche Kaufmannsfamilie Menz das Anwesen selbst als Sommerfrischhaus. Die Gloriette im angrenzenden Park gaben 1804 die Brüder Peregin und Peter von Menz in Auftrag. Am 11. Januar 1983 erfolgte die Unterschutzstellung von Seiten des Südtiroler Landesdenkmalamtes.

## Beschreibung
Zu dem Gebäudesemble gehören ein mehrstöckiges Haupthaus, ein Stallgebäude, sowie ein Nebenhaus, der sogenannte Rasenplatz. In dem südwestlich angrenzenden Landschaftspark steht eine Gloriette aus dem Anfang des 19. Jahrhunderts, ein achteckiger Pavillon mit von Säulen getragenen Pyramidendach. Das Grabdenkmal, eine Ädikula mit Sandsteinreliev des Genius und dem Wappen der Menz am Giebel, stammt aus dem Jahr 1818.